# Jarin Blaschke
Jarin Blaschke (nacido el 28 de septiembre de 1978) es un director de fotografía estadounidense.
Conocido por su trabajo en la película de terror psicológico The Lighthouse, que le valió una nominación al Premio de la Academia a la Mejor Fotografía.

## Biografía
Cuando tenía 16 años, Blaschke se mudó a la ciudad de Nueva York para estudiar cine en la Escuela de Artes Visuales. Blaschke saltó a la fama por primera vez con su trabajo en el debut como director de Robert Eggers, La bruja.Su trabajo recibió elogios, además de varias nominaciones a asociaciones de críticos de cine, incluido el premio de la Sociedad de Críticos de Cine de Seattle a la mejor fotografía .  Volvería a formar equipo con Eggers para The Lighthouse, que fue filmada en negativo en blanco y negro.  Además de su nominación al Premio de la Academia, Blaschke ganó el premio Independent Spirit a la mejor fotografía,  y fue nominado al BAFTA y al premio Critics' Choice.
Blaschke vive actualmente en Praga . 

## Filmography

### Film
| Año  | Título                                  | Director           | Notas                   |
| ---- | --------------------------------------- | ------------------ | ----------------------- |
| 2009 | Blood Night: The Legend of Mary Hatchet | Frank Sabatella    | con Christopher Walters |
| 2012 | Fray                                    | Geoff Ryan         |                         |
| 2014 | I Believe in Unicorns                   | Leah Meyerhoff     |                         |
| 2015 | The Witch                               | Robert Eggers      |                         |
| 2017 | Shimmer Lake                            | Oren Uziel         |                         |
| 2018 | Back Roads                              | Alex Pettyfer      |                         |
| 2018 | Down a Dark Hall                        | Rodrigo Cortés     |                         |
| 2019 | The Lighthouse                          | Robert Eggers      |                         |
| 2022 | The Northman                            | Robert Eggers      |                         |
| 2023 | Knock at the Cabin                      | M. Night Shyamalan | con Lowell A. Meyer     |
| 2024 | Nosferatu                               | Robert Eggers      |                         |

### Televisión
| Año  | Título         | Director         | Notas           |
| ---- | -------------- | ---------------- | --------------- |
| 2020 | Servant        | Lisa Brühlmann   | Episodio "Boba" |
| 2020 | The Pale Horse | Leonora Lonsdale | Miniseries      |